# 蛸島站

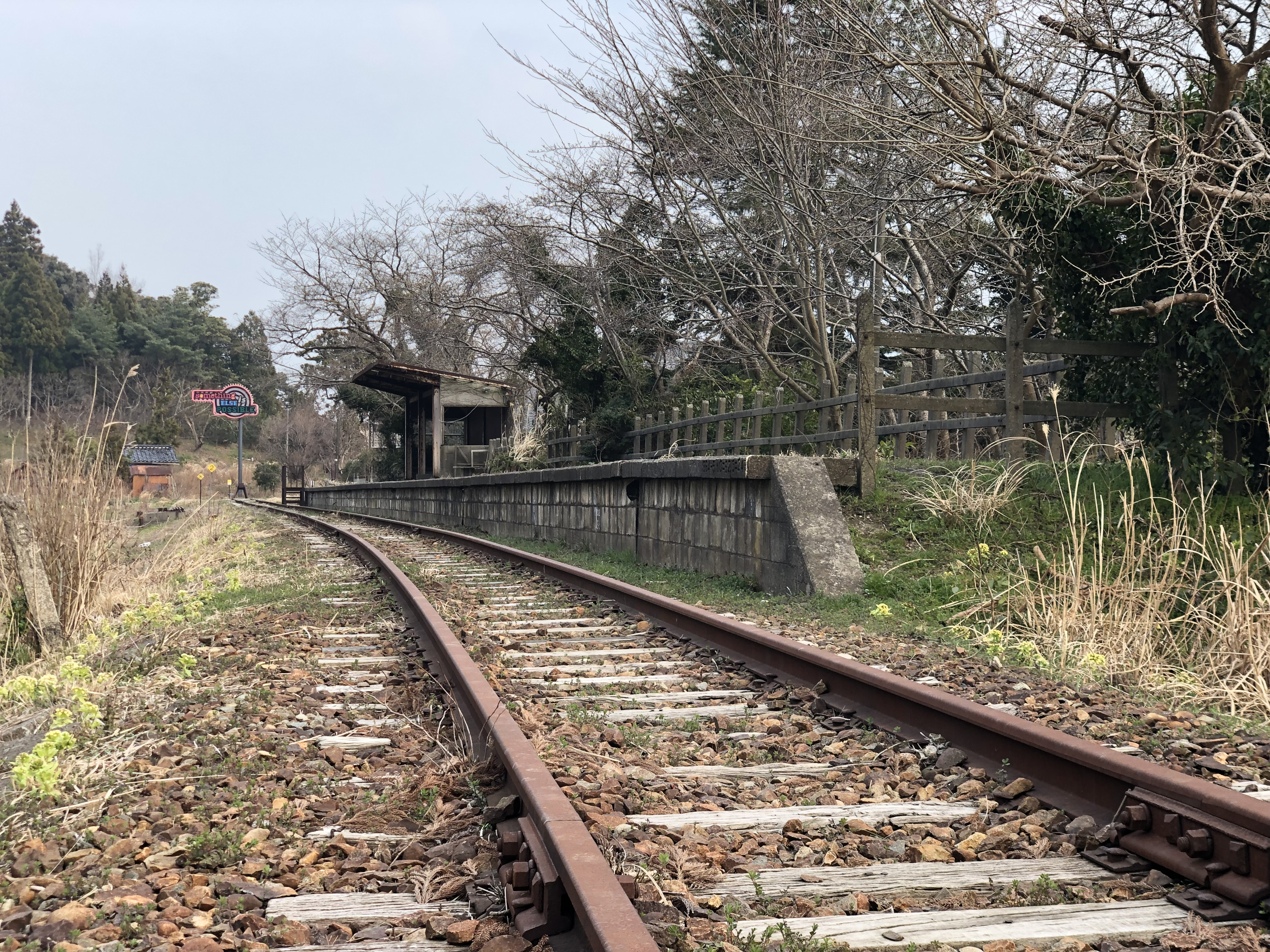
月台(2019年3月)
圖中是舉行奧能登國際藝術祭後

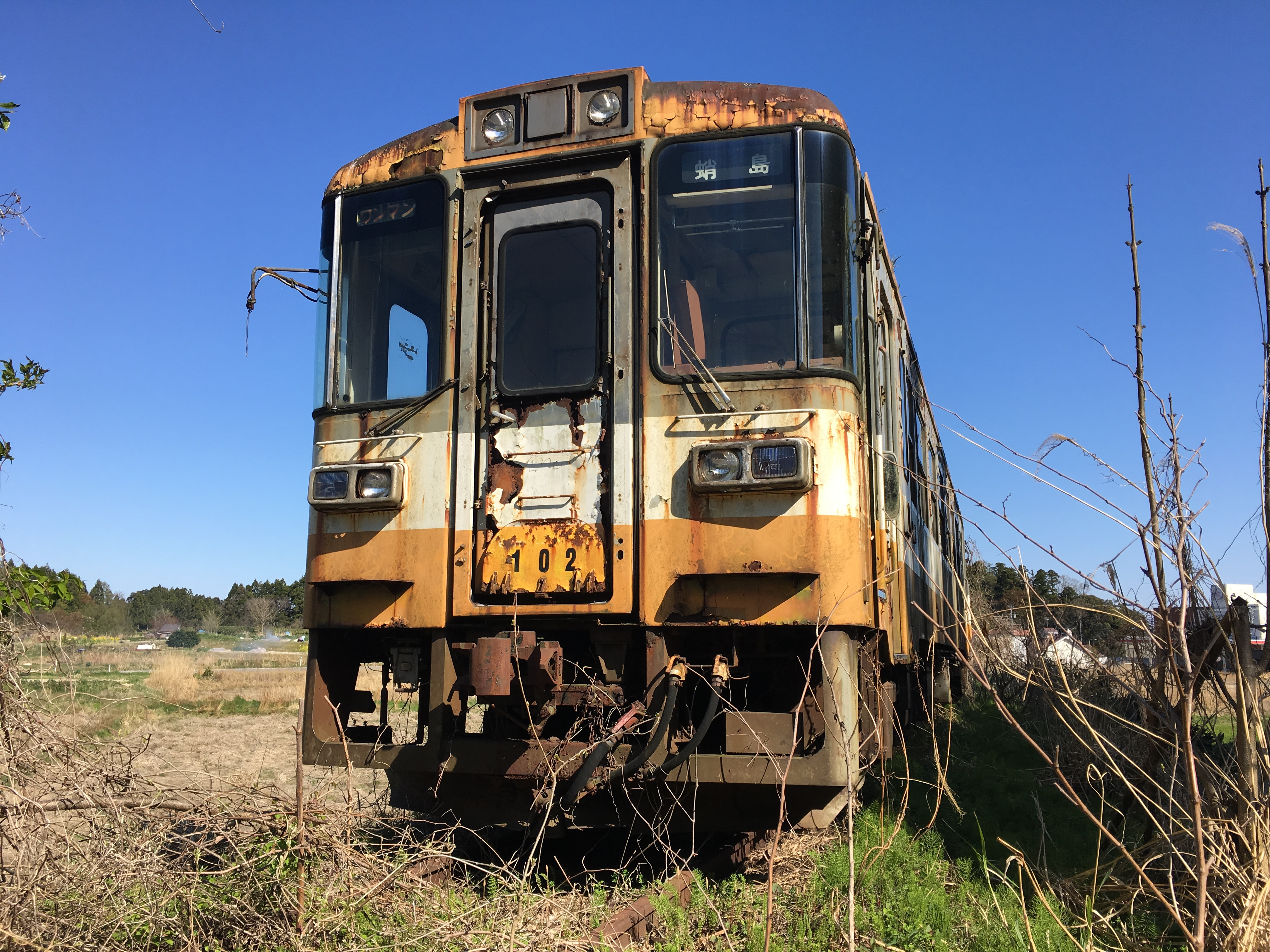
被放置的車輛 (2017年4月)

蛸島站（日语：／ Takojima eki */?）是位於石川縣珠洲市正院町正院，屬於能登鐵道的能登線車站（廢站）。

## 概要
在JR時代，此站設有職員當值。在能登鐵道接管後變為無人車站。而站內的售票櫃臺還存在，變成販賣鐵路商品。
在能登鐵道接管後，曾經進行檢討把路線延伸至車站以東的地方（鉢崎海岸），但是最後沒有實現。

## 歷史
- 1964年（昭和39年）9月21日 - 日本國有鐵道（國鐵）能登線松波至此站之間開通[4][5][6][7][2][8]，車站啟用[1][6]。當時為客運和業務委託車站。
- 1987年（昭和62年）4月1日 - 伴隨國鐵分割民營化，車站由西日本旅客鐵道（JR西日本）營運[8]。
- 1988年（昭和63年）3月25日 - 能登線由能登鐵道繼承[8][5][6][7]。同時成為無人車站。
- 2005年（平成17年）4月1日 - 能登線廢除，此站也被廢除[3][5][6]。

## 車站構造
截至車站廢除前，車站是一座地面車站，設有1面1線的單式月台。在車站靠近路軌終端還有數米的路軌。路線終端的止衝擋在廢線後撤走。該止衝擋遷移至穴水站內繼續使用。現時在「奧能登國際藝術祭2017」中再次設置止衝擋（作為藝術作品，參見#現況）。此站設有小型混凝土製的車站大樓。車站大樓位於珠洲市正院町，而月台位於正院町和蛸島町的邊界上。

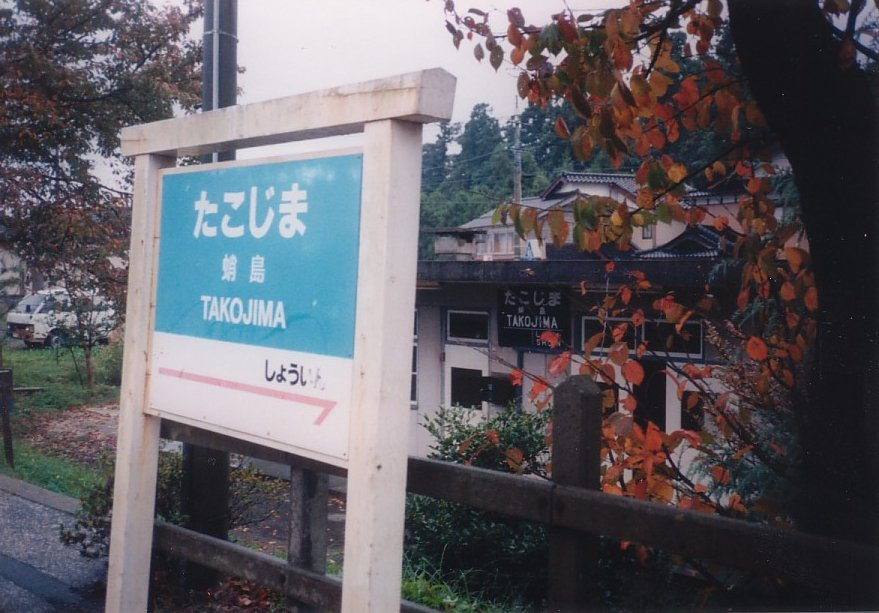
站名牌（1996/11/1） 後方可看見站房
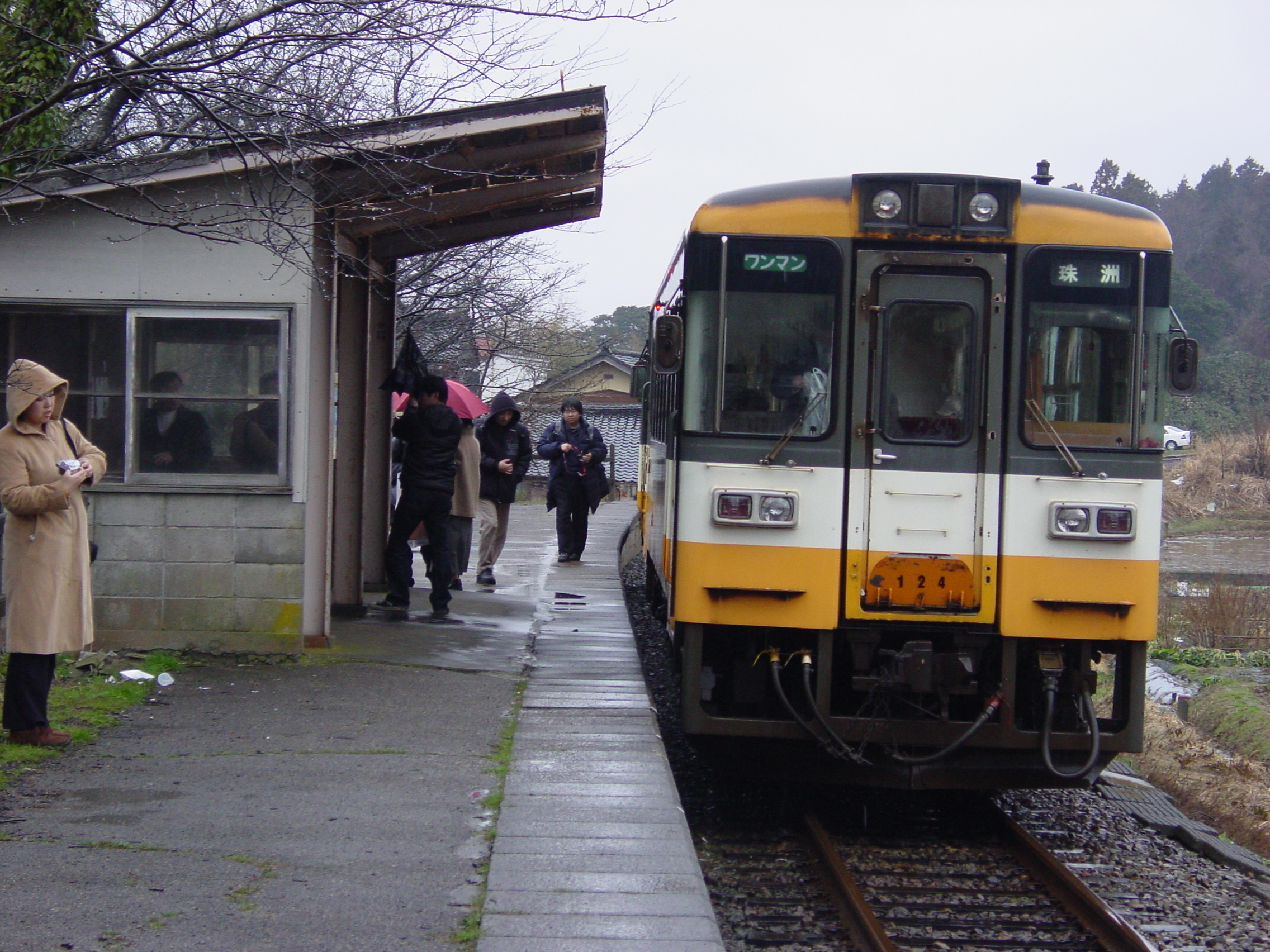
營業末期

## 使用狀況
以下為廢線前，1日平均乘車人次列表：
在1988年以後由於車站無人化而沒有紀錄數據。
| 年度               | 1日平均 乘車人次 | 參考資料   |
| ------------------ | ---------------- | ---------- |
| 1975年（昭和50年） | 299              | [ 統計 1 ] |
| 1980年（昭和55年） | 213              | [ 統計 2 ] |
| 1985年（昭和60年） | 171              | [ 統計 3 ] |
| 1986年（昭和61年） | 161              | [ 統計 4 ] |

## 現況
現時，車站大樓由NPO法人「能登路軌Air21」管理，車站大樓一般會公開開放。一名白山市的男性職員購入了NT100形柴油列車，再把該車輛放置在車站西邊200米的路堤上，該處被名為「新蛸島站」。在廢線後，車輛也在該處地方試行。由於蛸島站西邊需要建設新的道路，因此路軌需要被分斷，該車輛和新蛸島站需要遷移。後來，由於該男性經常需要進出珠洲市議會，因此沒有再管理，車輛就這樣放置著。
在2017年（平成29年）9月至10月舉行了「奧能登國際藝術祭2017」，此站展出了藝術作品。來自德國的托比亞斯·雷貝格使用了廢線的路軌創作了名為「Something Else is Possible」的作品。印尼的埃科·努格羅使用了舊車站大樓創作了名為「Bookmark of dried flowers」的作品。另外，在2021年（令和3年）9月4日至11月5日（當初預計舉行至10月24日，但是由於石川縣正在實施新型冠狀病毒病的漫延防止等重點措施，因此會期被延長）之間再舉行了「奧能登國際藝術祭2020+」。舊蛸島站再次成為藝術作品的展示會場（與上一次相同，都是由托比亞斯·雷貝格創作）。

## 車站周邊
- 蛸島郵局
- 珠洲市立蛸島小學
- 珠洲海灘酒店

## 相鄰車站
能登鐵道
能登線
正院－蛸島

## 注腳
1. 1 2 3 4 5  安田・松本 2017，第52頁.
2. 1 2 3  寺田 2013，第246頁.
3. 1 2 3  朝日 2011，第27頁.
4. ↑  . 交通新聞 (交通新聞社). 1993-03-23: 8 （日语）.
5. 1 2 3   (PDF). 能登町広報情報推進課. 2017-04-01  [2021-02-23] （日语）.
6. 1 2 3 4  寺田裕一（日语：寺田裕一）. . Neko出版. 2010-12-29: 9. ISBN 978-47770-1091-2 （日语）.
7. 1 2  . 中日新聞Web. 2020-12-05  [2021-02-23]. （原始内容存档于2022-02-17） （日语）.
8. 1 2 3  朝日 2011，第21頁.
9. ↑  蛸島駅付近に残されている保存車両 （页面存档备份，存于）（日語） - 星期六Special（日语：土曜スペシャル (テレビ東京)）
10. ↑  . 朝日新聞. 2021-02-18  [2021-09-19]. （原始内容存档于2022-02-18） （日语）.
11. ↑  . 日本經濟新聞. 2017-05-29  [2021-02-23]. （原始内容存档于2022-02-18） （日语）.
12. 1 2  . 產經新聞. 2017-09-15  [2021-06-05]. （原始内容存档于2022-02-18） （日语）.
13. 1 2  . Casa BRUTUS（日语：Casa BRUTUS）. 2017-09-14  [2020-05-03]. （原始内容存档于2022-02-18） （日语）.
14. ↑  . 北國新聞. 2021-07-16  [2021-08-16]. （原始内容存档于2021-07-16） （日语）.

### 使用狀況
1. ↑  石川県企画開発部.  (PDF). 1977: 130  [2021-11-03]. （原始内容 (pdf)存档于2022-03-25） （日语）.
2. ↑  石川県企画開発部.  (PDF). 1982: 148  [2021-11-03]. （原始内容 (pdf)存档于2022-03-25） （日语）.
3. ↑  石川県企画開発部.  (PDF). 1987: 148  [2021-11-03]. （原始内容 (pdf)存档于2022-03-25） （日语）.
4. ↑  石川県企画開発部.  (PDF). 1988: 148  [2021-11-03]. （原始内容 (pdf)存档于2022-03-25） （日语）.

## 外部連結
- 舊能登線蛸島站（珠洲市） （页面存档备份，存于）（日語） - NHK 存檔